# Phyllonorycter albanotella
Phyllonorycter albanotella là một loài bướm đêm thuộc họ Gracillariidae. Nó được tìm thấy ở Québec và Hoa Kỳ (bao gồm Illinois, Kentucky, Ohio, Texas, Maine, Vermont và Connecticut).
Sải cánh dài 6-7.5 mm.

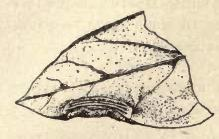
Mine

Ấu trùng ăn Quercus species, bao gồm Quercus alba, Quercus bicolor, Quercus macrocarpa, Quercus nigra và Quercus obtusiloba. Chúng ăn lá nơi chúng làm tổ. 